# Бленім (Нова Зеландія)
Бле́нім, а також Бле́нем, Бле́нгейм (англ. Blenheim, [ˈblɛnɪm]; маор. Waiharakeke) — адміністративний центр і найбільше місто в регіоні Марлборо, знаходиться на північному сході Південного острова Нової Зеландії.
Місто славиться в першу чергу як центр виноробства. Саме звідси походить всесвітньовідоме вино Marlborough Sauvignon Blanc.
Бленім названий на честь битви при Бленхаймі (1704 р.), де війська на чолі з Джоном Черчіллем, 1-м герцогом Марлборо, розгромили об'єднані французькі та баварські сили.

## Історія
Затишні бухти Марлборо сприяли появі в них перших поселень Маорі ще в XII столітті. Населення займалось рибальством та охотою на птиць. Зі збільшенням популяції розорюються землі, розвивається землеробство. Серед основних вирощуваних культур — солодка картопля.
Місцевість поблизу села Туамаріна, що знаходиться поряд, відома бійнею в Вайрау — перше масштабне військове зіткнення між племенами маорі і британськими поселенцями після підписання Договору Вайтангі.
Через часті затоплення навколишніх територій, європейці називали Бленім Бівером або Бівертоном (від англ. beaver — бобер).
В 1865 році Бленім стає адміністративним центом регіону Марлборо

## Географія

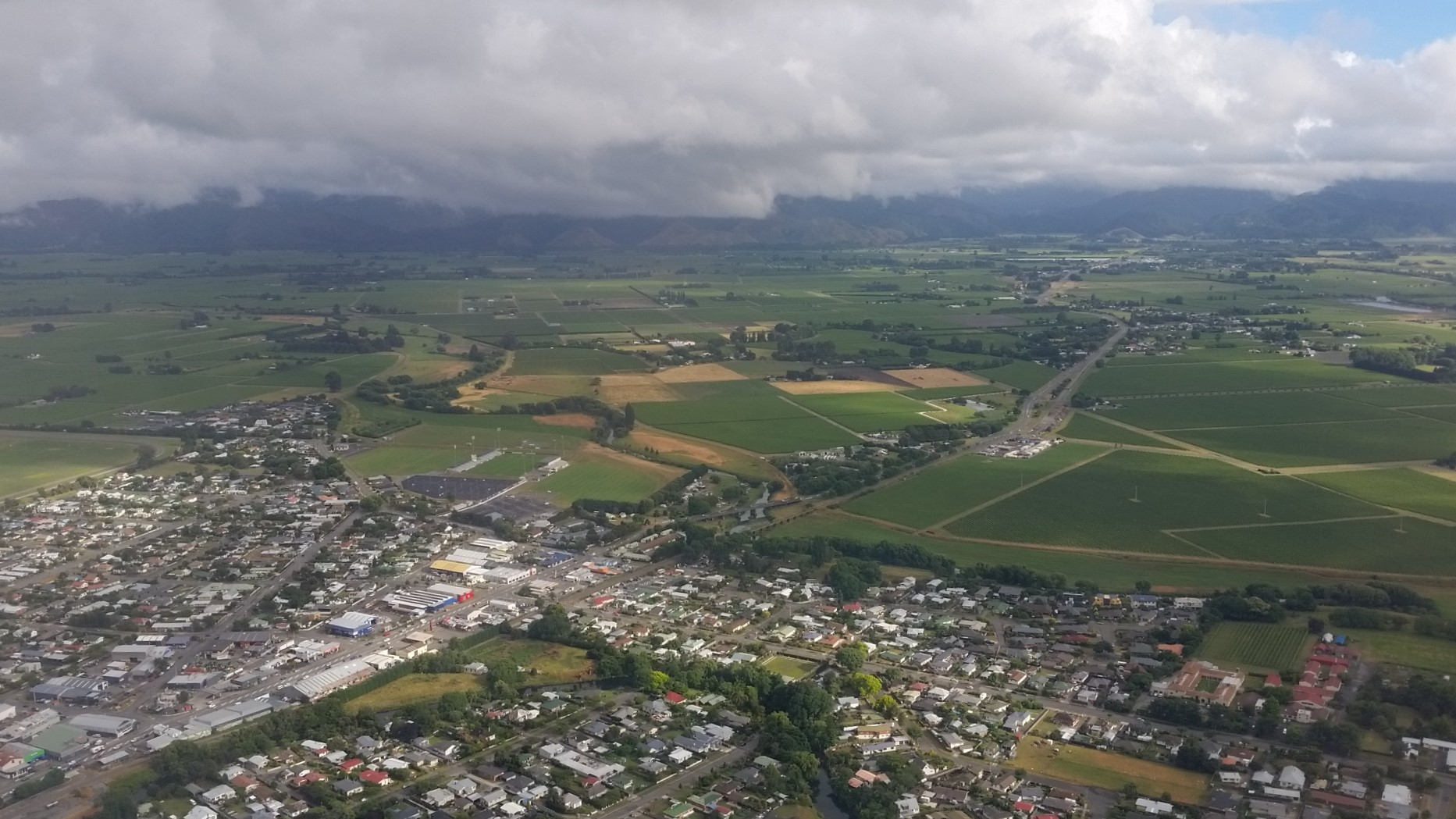
Вид зверху на північ від Бленіма

Бленім знаходиться на рівнині Вайрау, тож переважна частина міста рівнинна окрім південних околиць, що розташувались у підніжжя Зимових Пагорбів (англ. Winter Hills).
На північному сході рівнини — берег Протоки Кука. Решта периметру оточена горами, які в певній мірі захищають Бленім від південних погодних фронтів взимку.
Місто знаходиться на шляху повітряних мас, що рухаються по долині річки Вайрау, а також з північного сходу, від Протоки Кука, то ж у Бленемі буває досить вітряна погода.
На північ від Бленіма проходить межа між тихоокеанською тектонічною плитою та індо-австралійською, тож місто знаходиться в тектонічно активній зоні і щороку тут відбувається кілька, як правило невеликих, землетрусів.

## Клімат
Клімат помірний. Гори, що оточують місто, є гарною перепоною від хмар з західної частини Південного острова. Тому снігопади і грози в Бленемі досить нечасте явище.
Влітку, як правило, тепло і досить сухо. Зими зазвичай прохолодні і морозні з великою кількістю сонячних днів.  
| Клімат Бленіма (дані за 1981–2010рр.)         | Клімат Бленіма (дані за 1981–2010рр.) | Клімат Бленіма (дані за 1981–2010рр.) | Клімат Бленіма (дані за 1981–2010рр.) | Клімат Бленіма (дані за 1981–2010рр.) | Клімат Бленіма (дані за 1981–2010рр.) | Клімат Бленіма (дані за 1981–2010рр.) | Клімат Бленіма (дані за 1981–2010рр.) | Клімат Бленіма (дані за 1981–2010рр.) | Клімат Бленіма (дані за 1981–2010рр.) | Клімат Бленіма (дані за 1981–2010рр.) | Клімат Бленіма (дані за 1981–2010рр.) | Клімат Бленіма (дані за 1981–2010рр.) | Клімат Бленіма (дані за 1981–2010рр.) |
| Показник                                      | Січ.                                  | Лют.                                  | Бер.                                  | Квіт.                                 | Трав.                                 | Черв.                                 | Лип.                                  | Серп.                                 | Вер.                                  | Жовт.                                 | Лист.                                 | Груд.                                 | Рік                                   |
| Середній максимум, °C                         | 24,1                                  | 23,8                                  | 21,9                                  | 19                                    | 16                                    | 13,3                                  | 12,6                                  | 13,8                                  | 15,8                                  | 18                                    | 20                                    | 22,2                                  | 18,4                                  |
| Середня температура, °C                       | 18                                    | 17,6                                  | 15,8                                  | 13                                    | 10,2                                  | 7,7                                   | 7                                     | 8,2                                   | 10,3                                  | 12,2                                  | 14,2                                  | 16,5                                  | 12,6                                  |
| Середній мінімум, °C                          | 11,8                                  | 11,5                                  | 9,8                                   | 6,9                                   | 4,5                                   | 2,2                                   | 1,5                                   | 2,6                                   | 4,7                                   | 6,5                                   | 8,4                                   | 10,8                                  | 6,8                                   |
| Середня кількість сонячних годин на місяць    | 262,2                                 | 223,7                                 | 230,8                                 | 193,7                                 | 172,7                                 | 151,6                                 | 157,1                                 | 183,9                                 | 189,5                                 | 226,7                                 | 234,7                                 | 248,8                                 | 2475,3                                |
| Норма опадів, мм                              | 48.9                                  | 49.4                                  | 46.5                                  | 52.7                                  | 60.6                                  | 70.7                                  | 74.3                                  | 62.2                                  | 65.2                                  | 67.4                                  | 55                                    | 58.1                                  | 711                                   |
| Днів з дощем                                  | 5                                     | 5,1                                   | 5,5                                   | 5,3                                   | 6,7                                   | 7,9                                   | 7,6                                   | 8                                     | 8,5                                   | 8,3                                   | 6,9                                   | 6,7                                   | 81,8                                  |
| Вологість повітря, %                          | 68.7                                  | 74.2                                  | 74.9                                  | 77.5                                  | 81.5                                  | 82.3                                  | 83.7                                  | 80.8                                  | 73.3                                  | 72.1                                  | 67.7                                  | 67.5                                  | 75.5                                  |
| Середньомісячна сонячна радіація, кДж/м²·день | 23.7                                  | 20.1                                  | 17                                    | 11.5                                  | 7.8                                   | 5.8                                   | 6.6                                   | 9.8                                   | 13.7                                  | 18.7                                  | 22.1                                  | 23.2                                  | 14.9                                  |
| --------------------------------------------- | ------------------------------------- | ------------------------------------- | ------------------------------------- | ------------------------------------- | ------------------------------------- | ------------------------------------- | ------------------------------------- | ------------------------------------- | ------------------------------------- | ------------------------------------- | ------------------------------------- | ------------------------------------- | ------------------------------------- |
| Джерело: Climate data and activities - NIWA   |                                       |                                       |                                       |                                       |                                       |                                       |                                       |                                       |                                       |                                       |                                       |                                       |                                       |

## Населення
Станом на листопад 2018 року населення Бленіма становило 31,6 тис. осіб.
Більшість мешканців європейського походження, переважно це вихідці з Великої Британії, Ірландії, Німеччини та Нідерландів. Є невеликі громади Маорі та народів з островів Тихого океану.
З розвитком виноробної галузі зростає етнічне розмаїття за рахунок працівників-мігрантів з Південної Америки (переважно бразильців) та Азії (переважно індонезійців, японців, корейців та філіппінців).

## Економіка
Економіка регіону має сільськогосподарський характер. Основні галузі — тваринництво та садівництво. Надзвичайно важливими є риболовля та розведення мідій. Останніми роками стало популярним вирощування маслин.
В 40 км. на південь від Бленіма знаходиться Озеро Грассмір — єдине місце в Новій Зеландії, де добувають кухонну сіль, яке забезпечує 50% від загальних потреб країни.

### Вино
Виноградарство також має дуже важливий вплив на місцеву економіку як безпосередньо в сферах зайнятості та обслуговування, а також як винний туризм. Місцеві погреби щороку приваблюють тисячі туристів, а особливо під час щорічного фестивалю Marlborough Wine & Food Festival. Винний регіон Мальборо, — місцевість навколо Бленема і села-сусіда Седдон, — найбільший у Новій Зеландії, на який приходиться три чверті виробництва вина в країні, отримав всесвітнє визнання завдяки винам Совіньон Блан.
Поблизу Бленіма налічується понад 50 виноградників.

## Транспорт
Аеропорт Вудборн — аеропорт, що спілько експлуатується з Королівськими Військово-повітряними силами Нової Зеландії. Аеропорт має сполучення з Оклендом, Веллінгтоном, Нейпіром, Крайстчерчем та Парапарауму.
Через Бленім проходить найбільш значуща автомагістраль Нової Зеландії Шосе 1. Також Бленім є північною крайньою точною Шосе 6.
Бленім відоме як найбільше місто Нової Зеландії в якому немає світлофорів.